# Elecciones estatales de Guerrero de 2002
Las elecciones estatales de Guerrero de 2002 se llevó a cabo el domingo 3 de febrero de 2002, y en ellas se renovarán los cargos de elección popular:
- 77 Ayuntamientos. Formados por un Presidente Municipal y regidores, electo para un período de tres años, no reelegibles de manera consecutiva.
- 50 diputados al Congreso del Estado. Electos por una mayoría de cada uno de los distritos electorales.

## Organización

### Partidos políticos
En las elecciones estatales participaron diez partidos. Seis partidos nacionales: Partido Acción Nacional (PAN), Partido Revolucionario Institucional (PRI), Partido de la Revolución Democrática (PRD), Partido del Trabajo (PT), Partido Verde Ecologista de México (PVEM) y Convergencia. Y cuatro partidos estatales: Partido Alianza Social de Guerrero (PASG), Partido de la Revolución del Sur (PRS), Partido Sentimientos de la Nación (PSN) y Partido Socialista de México (PSM) .

## Resultados Electorales

### Ayuntamientos

#### Municipio de Acapulco
- Alberto López Rosas  Hecho

#### Municipio de Chilpancingo
- Saúl Alarcón Abarca  Hecho